# Luigi Briganti

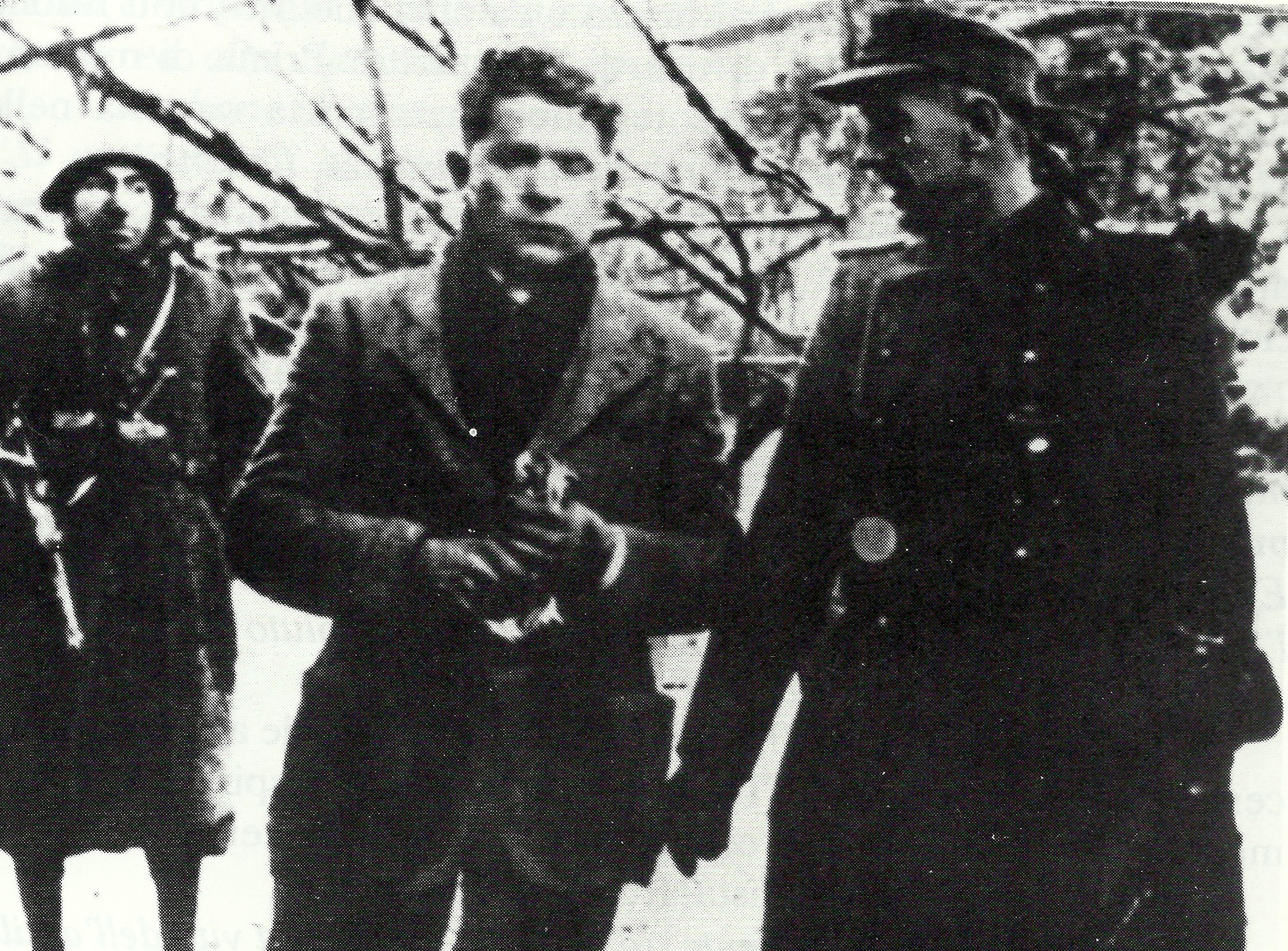
21 marzo 1944. Luigi Briganti con le mani sporche di sangue, viene condotto da un ufficiale delle SS al plotone di esecuzione per essere fucilato, prima di essere liberato dai suoi compagni.

Luigi Briganti (Lentini, 24 aprile 1924 – Lentini, 5 aprile 2006) è stato un partigiano italiano, insignito della Medaglia d'oro al valor militare per le sue azioni durante la Guerra di liberazione italiana.

## Biografia
Nato a Lentini da Vito Briganti e Sebastiana Gaeta, all'età di quindici anni fu iscritto presso l'Istituto San Michele di Acireale ove conseguì la licenza liceale classica nel 1943. Nel maggio del 1943 fu chiamato alle armi. Partì il 10 maggio 1943, giorno dedicato alla celebrazione della festa del patrono di Lentini, sant'Alfio. Giunse ad Ivrea dopo cinque interminabili giorni di viaggio e si presentò presso la sede del 64º Reggimento Fanteria divisione "Cagliari"; qui sorpreso l'8 settembre 1943 dall'annuncio dell'avvenuto armistizio tra l'Italia e gli Alleati, e scelse di darsi alla macchia unendosi poi alle formazioni partigiane in via di costituzione nel Piemonte occidentale.
Unitosi alla banda del comandante Rino Giuseppe Rigola con il nome di battaglia di "Fortunello", intraprese diverse azioni finché ai primi di marzo del 1944 fu fatto prigioniero dai tedeschi nei pressi di Casale Monferrato, e benché torturato si rifiutò di rivelare informazioni sui suoi compagni; condannato a morte, il 21 marzo fu liberato dai suoi compagni poco prima che la sentenza fosse eseguita. Tornò ad operare nell'alto Monferrato come comandante di un distaccamento della 42ª Brigata "Vittorio Lusani" dell'11ª Divisione "Patria Monferrato", compiendo azioni anche nei dintorni di Torino, Vercelli ed Ivrea. Nel marzo del 1945, nel tentativo di salvare dalla cattura un ufficiale disertore della Xª Flottiglia MAS, gli cedette il suo nascondiglio e si consegnò spontaneamente ad un contingente di militi della RSI che aveva scoperto il suo rifugio: portato prima al carcere di Cigliano e poi a Torino, fu nuovamente sottoposto a percosse e torture ma si rifiutò di fornire informazioni ai suoi catturatori; fu poi liberato tramite uno scambio con alcuni ufficiali tedeschi catturati dai partigiani in Valle d'Aosta, partecipando infine alla liberazione di Torino sul finire dell'aprile 1945.
Nel dopoguerra si laureò in Medicina, venendo poi insignito della Medaglia d'oro al valor militare il 18 maggio 1979 con decreto del Presidente della Repubblica Sandro Pertini per le sue azioni in guerra; è stato insignito il 25 aprile 1983 della cittadinanza onoraria da parte del Comune di Casale Monferrato.
Luigi Briganti morì per un infarto a Lentini il 5 aprile 2006.

## Onorificenze
Distintivo d'onore per i patrioti "Volontari della libertà"